# Pavel Georgievič Golovin
Pavel Georgievič Golovin (in russo Па́вел Гео́ргиевич Голови́н?; Naro-Fominsk, 26 aprile 1909 – Mosca, 27 aprile 1940) è stato un aviatore sovietico, che fu pilota presso la direzione dell'aviazione polare della rotta principale del Mare del Nord. Primo pilota sovietico a sorvolare a bordo di un aereo il Polo Nord.

## Biografia
Nacque nella città di Naro-Fominsk, nell'attuale Oblast' di Mosca, il 26) aprile 1909 nella famiglia di un impiegato.  Ancora studente, si interessò alla progettazione e costruzione di alianti, realizzando, insieme ai suoi compagni, gli alianti "Naro-Fominets" e "Naro-Fominets-2". Gli alianti, costruiti in condizioni artigianali, si comportarono bene nelle competizioni di tutta l'Unione Sovietica, ricevendo recensioni positive da parte degli specialisti. Dopo essersi diplomato lavorò presso la fabbrica tessile di Naro-Fominsk, frequentando il circolo di volo a vela della Osoaviakhim, organizzato in fabbrica. Trasferitosi a Mosca continuò a studiare volo a vela, costituendo e presiedendo un circolo che creò l'aliante della Scuola Tecnica Politica di Mosca, sul quale lui stesso volò e gareggiò. Nella Capitale decise di scegliere la professione di pilota e fu accettato alla Scuola di volo Osoaviakhim, dove si diplomò nel 1930. Dal 1930 al 1933 prestò servizio come istruttore e poi come comandante di volo presso la stessa scuola. Nel 1932 prese parte a un raduno di alianti a Koktebel, dove stabilì due record mondiali e uno dell'Unione Sovietica per voli in aliante. Nel 1933, su raccomandazione del famoso pilota polare Anatolij Alekseev, andò a lavorare nell'aviazione polare (Aviaarktika) della rotta principale del Mare del Nord. Al comando di un idrovolante Dornier Wal condusse una ricognizione sul ghiaccio nel mare di Kara e nel mare di Laptev. Nel 1935 partecipò alle operazioni di salvataggio per rimuovere gli svernanti dalla stazione del Danubio alla foce del fiume Lena e nel 1936 alla ricerca dell'aereo scomparso del pilota Mauno Yanovich Lindel (Линдель Мауно Янович). Insignito dell'Ordine della Stella rossa.
Il 22 marzo il suo aereo volò sull'isola del Principe Rodolfo, nella Terra di Francesco Giuseppe, e il 5 maggio 1937, durante un volo di ricognizione a bordo di un aereo da ricognizione bimotore R-6 (Tupolev ANT-7), fu il primo pilota sovietico a sorvolare il Polo Nord. I dati da lui forniti permisero di far atterrare con successo un distaccamento di aerei da trasporto pesante al Polo Nord e di creare lì la stazione polare alla deriva "North Pole-1". Con risoluzione del Comitato esecutivo centrale dell'URSS del 27 giugno 1937 venne insignito del titolo di Eroe dell'Unione Sovietica e dell'Ordine di Lenin. Dopo l'istituzione della distinzione speciale, gli è stata assegnata la medaglia della Stella d'Oro n.40.
Successivamente divenne pilota esperto delle rotte artiche. Nel febbraio-maggio 1938, come comandante dell'equipaggio dell'aereo Tupolev ANT-6 (G-2), partecipò all'operazione per salvare marinai ed esploratori polari dalle navi Sadko, Malygin e Sedov che avevano svernato nell'Oceano Artico a nord delle Isole della Nuova Siberia.
Dall'ottobre 1938 lavorò in prova come pilota collaudatore presso lo stabilimento aeronautico n. 22 di Mosca, testando in volo nuovi tipi di bombardieri. Divenne membro del PCUS nel 1939, e poi prese parte alla guerra d'inverno contro la Finlandia nel 1939-1940 volando su un bombardiere Tupolev SB. 
Il 27 aprile 1940, con il grado di colonnello, morì con l'intero equipaggio (l'ingegnere K. I. Aleksandrov, il meccanico di volo I. G. Dobrov) mentre testava il primo prototipo del bombardiere in picchiata SPB (numero di serie n. 2-1) progettato dall'ingegnere aeronautico Nikolaj Nikolaevič Polikarpov. Fu sepolto nel Cimitero di Novodevičij a Mosca. Una strada nella città di Naro-Fominsk porta il suo nome.